# STEP you/is this LOVE?
《STEP you/is this LOVE?》（追隨／是愛嗎？）是日本歌手濱崎步第35張單曲，2005年4月20日於日本發售。

## 說明
- 本張單曲共分為「CD+DVD」、「CD ONLY」兩個販售。
- 除了第10張單曲《A》、《H》、《&》等複數A面單曲以外，本作是濱崎步首張2A面單曲。且以後的單曲收錄2A面與c/w曲更成為常態。
- DVD收錄的內容除了《STEP you》和《is this LOVE?》的音樂錄影帶以外，更增拍了第六張原創專輯《MY STORY》當中《my name's WOMEN》的音樂錄影帶。
  - 《my name's WOMEN》的音樂錄影帶耗資超過一億日幣才完成，是濱崎步花費較高的音樂錄影帶之一。這支音樂錄影帶除收錄於本張單曲外，僅收錄於精選輯《A BEST 2 -WHITE-》附屬的DVD之中。
- 2007年2月28日發售《A BEST 2》時特別架設的網站上舉辦了人氣投票，《STEP you》是人氣投票中的冠軍。[1]
- 《STEP you》和《is this LOVE?》其後收錄於2006年1月1日發售的第七張原創專輯《(miss)understood》當中。《STEP you》同時收錄於2007年2月28日發售的精選集《A BEST 2 -WHITE-》和2008年發售的單曲精選輯《A COMPLETE ~ALL SINGLES~》當中。而《is this LOVE?》僅另收錄於2007年2月28日發售的精選集《A BEST 2 -BLACK-》之中。
- 次作收錄本作單曲《STEP you》之混音版本。

## 收錄歌曲
全曲作詞：濱崎步

### CD
1. STEP you "Original Mix"
作曲：原一博 / 編曲：CMJK
Panasonic「D-snap Audio」廣告歌曲 (由本人演出)
2. is this LOVE? "Original Mix"
作曲：渡邊未來 / 編曲：HΛL
森永製菓「ベイク」廣告歌曲 (由本人演出)
3. STEP you "Original Mix -Instrumental-"
4. is this LOVE? "Original Mix -Instrumental-"

### DVD
1. STEP you (video clip)
2. is this LOVE? (video clip)
3. my name's WOMEN (video clip)